# Xã La Harpe, Quận Hancock, Illinois
Xã La Harpe (tiếng Anh: La Harpe Township) là một xã thuộc quận Hancock, tiểu bang Illinois, Hoa Kỳ. Năm 2010, dân số của xã này là 1.473 người.